# Gagliano
För andra betydelser, se Gagliano (olika betydelser).

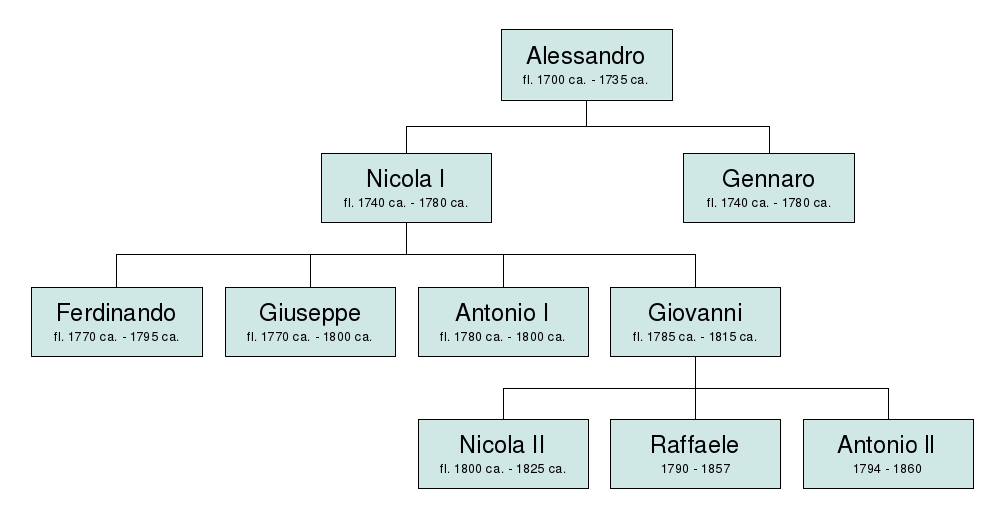

Gagliano är familjenamnet på en italiensk fiolbyggarfamilj från Neapel.